# Checkmate!
Checkmate! é um álbum de colaboração da cantora pop japonesa Namie Amuro, apresentando uma coleção de suas colaborações com outros músicos lançados entre 2003 e 2011, bem como quatro novas colaborações. O álbum foi lançado em 27 de abril de 2011, cerca de um mês após sua data de lançamento original, devido ao terremoto e tsunami de 2011 em Tōhoku.
Duas músicas foram lançadas como downloads digitais antes do álbum, "Wonder Woman" no início de março antes do adiamento do álbum, bem como "Make It Happen" em 20 de abril, uma semana antes do lançamento do álbum.

## Promoção e lançamento
"Rock U" foi usado em comerciais de televisão para o jogo da Activision Call of Duty: Black Ops de novembro de 2010 durante sete meses e meio após seu lançamento. A canção também foi uma das duas músicas transmitidas exclusivamente na MTV Japão para promover o DVD de Amuro, Namie Amuro Past<Future Tour 2010, e foi transmitida apenas em 11 e 12 de janeiro de 2011.
Duas campanhas comerciais em todo o país apresentavam Amuro no momento do lançamento. "Wonder Woman" foi usado na campanha comercial da Coca-Cola Zero Wild Race no Japão, o quarto conjunto de comerciais a apresentar Amuro como porta-voz da marca, com os comerciais sendo exibidos pela primeira vez em 13 de fevereiro. Durante as promoções do álbum, Amuro também foi apresentada como a primeira porta-voz da linha Esprique da empresa de cosméticos Kosé. Os comerciais começaram a ser exibidos no final de março e apresentavam "Naked", uma canção de seu primeiro single a ser lançado após o álbum. "Make It Happen" foi usada como música de fundo para dois comerciais: um para o celular au 1S05 da Sharp e outro para Recochoku.
Três das quatro novas músicas do álbum foram lançadas como toques antes do lançamento do álbum: "Wonder Woman" em 16 de fevereiro, "Make It Happen" em 23 de fevereiro e "Unusual" em 9 de março.  Amuro foi destaque em várias revistas de moda durante as promoções do álbum, incluindo Gisele, Ray, S Cawaii, Sweet e Vivi.
Em 25 de junho de 2011, Amuro participou da cerimônia de premiação do MTV Video Music Aid Japan 2011, apresentando "Wonder Woman" com Ai e Anna Tsuchiya. Esta foi a primeira apresentação da música, bem como a primeira apresentação de qualquer uma das novas músicas do álbum.

## Recepção critica
Jun Watanabe do What's In? descreveu o álbum como "... transmitindo vividamente um poder artístico e beleza ". Ele acreditava que o trabalho desafiava as principais áreas de R&B, hip-hop, electropop e rock, sem diminuir a personalidade de Amuro.
Tetsuo Hiraga do Hot Express foi extremamente positivo ao álbum, sentindo que "explode massivamente com personalidade e talento". Hiraga achava que a música de Amuro tinha a capacidade de fazer o ouvinte esquecer o status de ídolo de Tomohisa Yamashita e expressar seus "vocais frios e sexy". Ao ouvir a voz de Kaname Kawabata em "# 1", ele poderia ter sido enganado por ouvir música americana de R&B. Hiraga citou Amuro sobre seus pensamentos no álbum, e como ela simplesmente disse que "quer fazer coisas legais". Ele se sentia com um sentimento tão puro e inocente, apenas a maior música poderia ser feita.
Morio Mori, do Listen Japan, chamou as quatro novas músicas de "músicas perfeitas" e nomeou o álbum de "um projeto que não poderia ser mais maravilhoso".

## Lista de faixas
| Checkmate! – Edição padrão |                                                   |                                                                    |         |  |
| N.º                        | Título                                            | Compositor(es)                                                     | Duração |  |
| 1.                         | "Wonder Woman" (part. Anna Tsuchiya e Ai)         | Tiger Marek Pompetzki Paul NZA Chantal Kreviazuk Tanya Lacey       | 3:10    |  |
| 2.                         | "Unusual" (part. Tomohisa Yamashita)              | Nao'ymt                                                            | 4:25    |  |
| 3.                         | "Make It Happen" (part. After School)             | Double Jörgen Elofsson Erik Lidbom Bonnie McKee                    | 3:17    |  |
| 4.                         | "Rock U" (part. Ravex)                            | Verbal                                                             | 4:13    |  |
| 5.                         | "Do What U Gotta Do" (part. Zeebra, Ai e Mummy-D) | Zeebra, Ai, Mummy-D                                                | 5:04    |  |
| 6.                         | "Wet'N Wild" (Heartsdales e Suite Chic)           | Heartsdales Daisuke Imai                                           | 4:58    |  |
| 7.                         | "Do or Die" (part. Jhett)                         | Michico                                                            | 4:07    |  |
| 8.                         | "Fake" (part. Ai)                                 | Ai                                                                 | 4:18    |  |
| 9.                         | "#1" (part. Kaname Kawabata)                      | Tiger Christopher Rojas Curtis Richardson Charlie Vox Amos Winbush | 3:22    |  |
| 10.                        | "Black Out" (part. Verbal e Lil Wayne)            | Minami Verbal                                                      | 3:46    |  |
| 11.                        | "Black Diamond" (part. Double)                    | Double Uta Ryōsuke Imai                                            | 4:04    |  |
| 12.                        | "Luvotomy" (part. M-Flo)                          | M-Flo, Emi Hinouchi                                                | 5:14    |  |
| 13.                        | "After Party" (part. Zeebra)                      | Zeebra, R. Imai, DJ Ken-Bo                                         | 4:55    |  |
| 14.                        | "Want Me, Want Me (trilha oculta)" (part. Verbal) | Michico Sugi-V                                                     | 3:09    |  |
| Duração total:             | Duração total:                                    | Duração total:                                                     | 58:04   |  |

| DVD, Videoclipes |                      |                  |         |  |
| N.º              | Título               | Diretor(s)       | Duração |  |
| 1.               | "Wonder Woman"       | Hideaki Sunaga   |         |  |
| 2.               | "Unusual"            | Shigeaki Kubo    |         |  |
| 3.               | "Make It Happen"     | Kubo             |         |  |
| 4.               | "#1"                 | Kensuke Kawamura |         |  |
| 5.               | "Fake"               | Ugichin          |         |  |
| 6.               | "Black Diamond"      | Kubo             |         |  |
| 7.               | "Do What U Gotta Do" | Kenji Sonoda     |         |  |

## Vendas e certificações
| Região                                                        | Certificação | Vendas   |
| ------------------------------------------------------------- | ------------ | -------- |
| Japão (RIAJ)                                                  | 2× Platina   | 500.000‡ |
| ‡vendas+valores de streaming baseados somente na certificação |              |          |

## Histórico de lançamento
| Região        | Data                   | Formato(s)                 | Gravadora(s)     | Ref.   |
| ------------- | ---------------------- | -------------------------- | ---------------- | ------ |
| Japão         | 27 de abril de 2011    | CD CD+DVD Download digital | Avex Trax        | [ 17 ] |
| Taiwan        | 29 de abril de 2011    | CD CD+DVD                  | Avex Taiwan      | [ 18 ] |
| Coreia do Sul | 4 de maio de 2011      | CD+DVD                     | SM Entertainment | [ 19 ] |
| Hong Kong     | 6 de maio de 2011      | CD+DVD                     | Avex Ásia        |        |
| Tailândia     | 23 de dezembro de 2011 | CD                         | GMM Grammy       |        |